# کشتار قالاتان

شیون بازماندگان بر مزار یکی از قربانیان کشتار قالاتان

کشتار قالاتان در تابستان سال ۱۹۷۹م توسط نیروهای حکومت ایران (در زمان رهبری روح‌الله خمینی بر ایران) در روستای قالاتان به وقوع پیوست. طی این رویداد چندین تن از ساکنان روستا کشته شدند. مردم قتل‌عام شده در این روستا کرد بودند.
شمار کشته‌شدگان این قتل‌عام به همراه کشته‌شدگان روستای قارنا که در نزدیکی نقده واقع‌اند ۵۶ نفر ذکر شده. قتل‌عام مردم این دو روستا به دست سپاه پاسداران ، در ادبیات سیاسی اپوزیسیون کرد به کشتار صبرا و شتیلا تشبیه می‌شود.

## اطلاعیه سپاه پاسداران ارومیه[۵]
1- روستای قالاتان یا قلات و تپة مجاور آن به نام تپة قالاتان در نزدیکی نقده، روستایی بود که تبدیل به سنگر نیروهای پیشمرگ دمکرات و کومه له شده بود. سنگرهایی تعبیه شده [است] بزرگ و مقاوم، که می شود در آن جا به خوبی جنگید.
2- قبل از درگیری، تمام ساکنان، روستا را تخلیه کرده و تمام وسایل زندگی را نیز با خود برده بودند و جای آنها را پیشمرگان دمکرات و کومه له گرفته بودند.
3- از تپه و روستای قالاتان به سوی نیروهای ارتش با اسلحه های سبک و سنگین تیراندازی می شود و ارتش در مقام پاسخگویی و کوبیدن سنگرهای آنان بر می آید.
4- در این تیراندازی تعدادی کشته و مجروح شده اند که طبق منابع موثق خبری از میان خود اکراد، کشته شدگان از دمکرات ها و کومه له بودند.
5- در تاریخ 7/1/59 پیشمرگان دمکرات و کومه له به چند روستای تُرک نشین به نام های آلاگوز، میرآباد و لواشلو با سلاح های سنگین حمله می کنند که چندین خانه، ویران، و یک مسجد آسیب می بیند. در این حمله تعدادی دام تلف می شوند، و شب بعد دوباره روستای آلاگوز مورد حمله قرار می گیرد. اهالی دهات مزبور هنوز هم در شهر نقده سرگردانند.
6- چریک های فدایی و احزاب و گروه های ضدانقلاب و فرصت طلب و جنگ افروز دیگر، از ناآگاهی عمومی نسبت به اخبار صحیح، سوء استفاده کرده و برای مسموم کردن اذهان عمومی، اخبار را وارونه جلوه می دهند. بعضی از گروه های به ظاهر مسلمان هم با آن دروغگویان و معرکه گیران هم آوایی کرده و برای کشته شدگان در این واقعه که همه از پیشمرگان بوده و برعلیه ارتش دست به حمله زده بودند، و در نتیجه با حملة متقابل ارتش و مردم نقده روبه رو شدند، تسلیت می فرستند.
اگر آنان از خلق کُرد دم می زنند و از حقوق خلق ها سخن می گویند، آیا خلق ترک مورد ستم و تجاوز واقع نمی شود که وقتی نوبت به اولیا می رسد، آسمان می تپد و وقتی روستاهای ترک نشین مورد حملة ناجوانمردانة پیشمرگ ها واقع می شوند، زبان ها لال می شود؟! چه انتظاری برای داشتن تعهد و احساس مسئولیت از شما می رود؟
پیروز باد انقلاب اسلامی امت اسلام به رهبری امام خمینی، ابراهیم زمان.
سپاه پاسداران انقلاب اسلامی ارومیه